# Connestabile di Francia

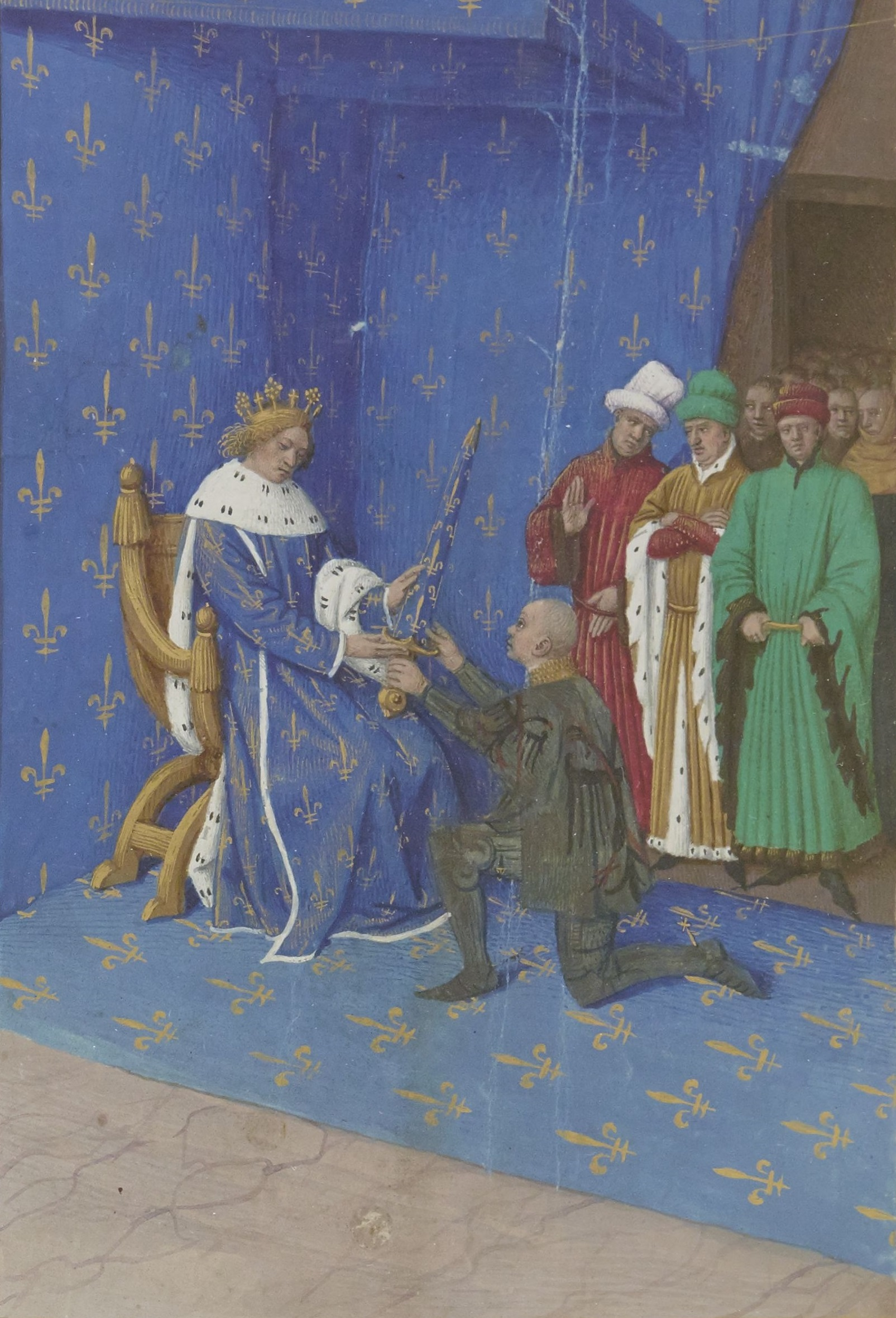
2 ottobre 1369: Consegna della spada di connestabile a Bertrand du Guesclin – Miniatura di Jean Fouquet (XV secolo)
Fonte: Biblioteca nazionale di Francia.

Il connestabile di Francia era il capo delle armate del re.

## Storia

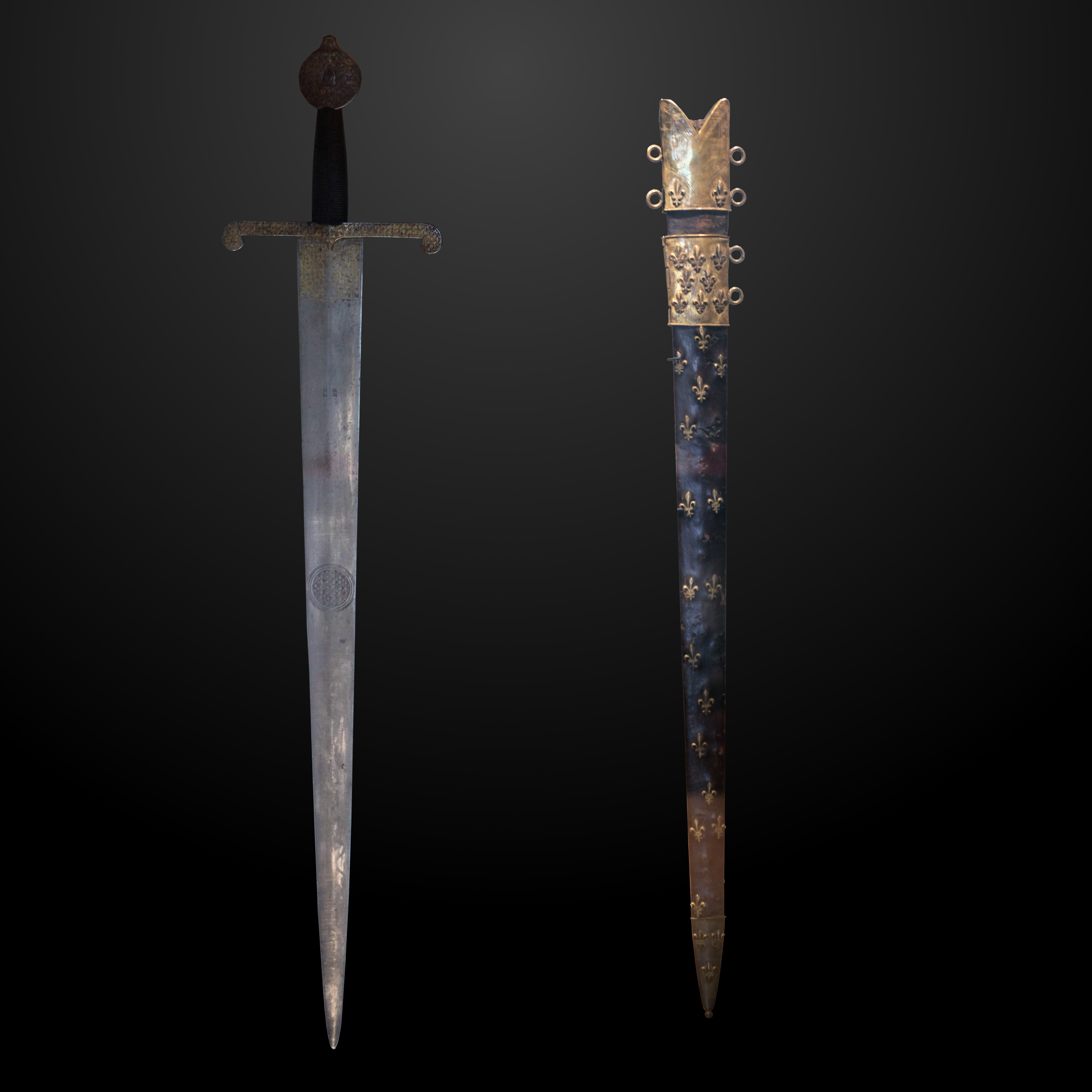
La spada e fodero di Connestabile di Francia; Musée de l'Armée di Parigi

La carica di connestabile è l'"erede" della funzione di "conte della scuderia" (comes stabuli), che comparve con gli ultimi imperatori romani e le prime due dinastie francesi.
Inizialmente si trattava di un semplice incarico di cura dei cavalli delle scuderie reali, poi la sua funzione accrebbe le proprie prerogative sotto i primi capetingi. Istituita nel 1060 dal re di Francia Enrico I, la carica fu subito assimilata a quella di gran scudiero, che sostituì. Il connestabile divenne il comandante delle armate reali dopo il 1191.
Il tradimento del connestabile di Borbone nel 1523 rese la monarchia prudente nell'assegnazione di questa carica. La carica venne poi soppressa il 13 marzo 1627.

## Funzioni
In assenza del re, il connestabile assumeva il comando dell'esercito. Egli aveva la custodia della spada del re, gliene doveva rendere omaggio e portargliela nel giorno dell'incoronazione.
Nella lettera patente del 10 febbraio 1538, Francesco I precisò incarichi e funzioni del connestabile di Francia Anne de Montmorency:
- luogotenente generale e rappresentante del Re,
- capo della polizia militare,
- amministratore dei fondi per la guerra e nomina i commissari per parate e riviste.
- i marescialli e gli ammiragli di Francia, i luogotenenti generali, i capitani, i capi militari, i mastri artiglieri, i governatori di città e castelli gli devono obbedienza.

Egli esercita la sua giurisdizione con l'ausilio di un preposto della connestabileria e della mascalcia di Francia alla Table de marbre, su tutto l'esercito e regola gli affari di guerra. La giurisdizione della connestabileria è anche chiamata giustizia militare.
Dopo la soppressione della carica di connestabile, le funzioni connesse vennero esercitate dai marescialli di Francia sotto il controllo del più anziano di essi che assumeva le funzioni prima assegnate al connestabile. In occasione della consacrazione del re, la funzione del connestabile fu rimpiazzata da un membro della corte o dal decano dei marescialli. La funzione di preposto della connestabileria rimase attiva fino alla Rivoluzione francese.

## Capetingi

### Sotto Enrico I, dal 1031 al 1060
- Alberico I di Montmorency, verso il 1060

### Sotto Filippo I, dal 1060 al 1108
- Baudry, o Balderic nel 1065
- Gauthier, verso il 1069
- Adamo il connestabile, verso il 1075
- Thibaud de Montmorency, († 1071), senza figli
- Adelelmo, verso il 1091
- Gastone di Chaumont, signore di Poissy, verso il 1107
- Ugo di Chaumont, detto le Borgne, verso il 1108

### Sotto Luigi VII, dal 1131 al 1180
- Matteo I di Montmorency († 1160) verso il 1138-1160
- Simone di Neauphle-le-Château, verso il 1165-1174
- Raul I di Clermont, conte de Clermont-en-Beauvaisis, signore di Breteuil, verso il 1174-1191

### Sotto Filippo Augusto, dal 1180 al 1223
- Dreux IV de Mello, seignore di Saint-Bris (1148-1218), dal 1194
- Matteo II di Montmorency, detto il Grande (†1230), barone di Montmorency dal 1218
- Jean de Montmirail

### Sotto San Luigi dal 1226 al 1270

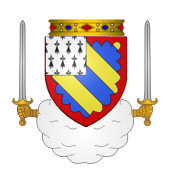
Arme di Gilles de Trazegnies dit le Brun, connestabile di San Luigi.

- Guiscardo IV di Beaujeu, signore di Montpensier e d'Aigueperse, verso il 1231
- Amalrico VI di Montfort, conte di Montfort-l'Amaury, 1231-1240
- Umberto V di Beaujeu († 1250), signore di Beaujeu, 1240
- Gilles de Trazegnies, detto le Brun (1199 - 1276), signore di Trasegnies, verso il 1250

### Sotto Filippo III, dal 1270 al 1285
- Umberto di Beaujeu-Montpensier († 1285), signor d'Herment e di Montpensier, 1277

### Sotto Filippo IV il Bello, dal 1285 al 1314
- Raoul II di Clermont-Nesle (†1302), signore di Nesles, 1277-1302
- Gaucher V di Châtillon (v. 1249-1329), conte di Porcéan, 1302-1329

## I Valois

### Sotto Filippo VI, dal 1328 al 1350
- Raoul I di Brienne († 1344), conte d'Eu e di Guînes 1329-1344
- Raoul II di Brienne († 1350), conte d'Eu, 1344-1350

### Sotto Giovanni il Buono, dal 1351 al 1364
- Carlo de la Cerda o d'Espagne (†1354), conte d'Angoulême, 1350-1354
- Giacomo I di Borbone-La Marche, conte de la Marche, 1354-1356
- Gualtieri VI di Brienne, conte di Brienne e duca titolare d'Atene (†1356), 9 maggio 1356
- Robert de Fiennes (v.1308-1372), signore di Tingry, 1356-1370

### Sotto Carlo V, dal 1364 al 1380
- Bertrand du Guesclin (1320-1380), 1370-1380

### Sotto Carlo VI, dal 1380 al 1422

Arma di Olivier V de Clisson, connestabile di Carlo VI.

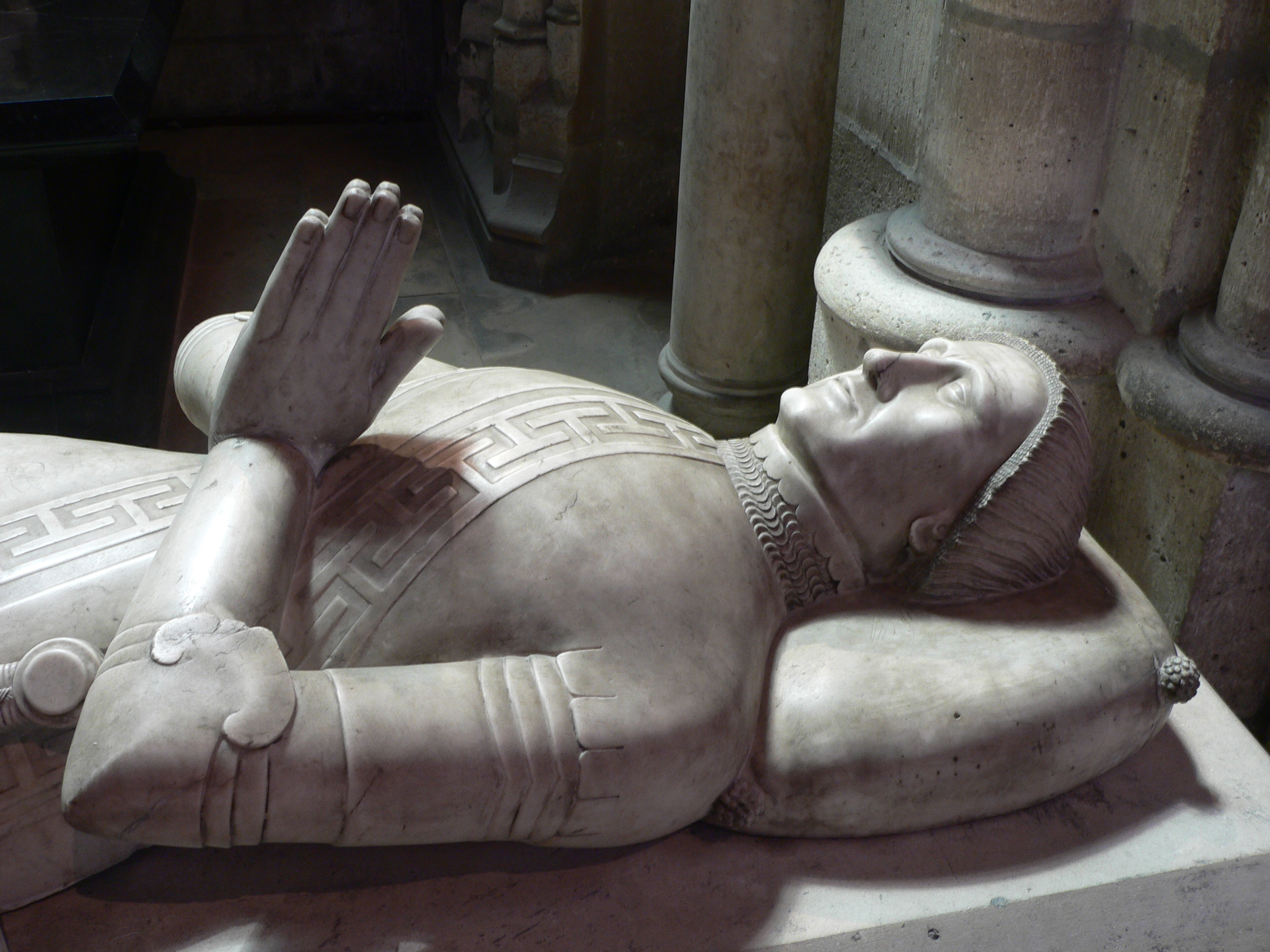
Tomba di Luigi di Sancerre alla Basilica di Saint-Denis.

- Olivier V de Clisson (1336-1407), conte de Porhoët, 1380-1392
- Filippo d'Artois (1358-1397), conte d'Eu, 1392-1397
- Luigi di Sancerre, signore di Bommiers, 1397-1402
- Carlo I d'Albret (1370?-† 1415), conte di Dreux,  1402-1411
- Valerano III di Lussemburgo-Ligny († 1413), conte de Saint-Pol, grand bouteiller de France, 1411-1413
- Carlo I d'Albret (1370?-† 1415), 1413-1415; ristabilito nella carica
- Bernardo VII d'Armagnac († 1418), conte d'Armagnac, 1415-1418
- Carlo II di Lorena, detto l'Ardito (v. 1365-1431), duca di Lorena, 1418-1424

### Sotto Carlo VII, dal 1422 al 1461
- John Stuart (1380-1424), conte de Buchan, 1424
- Arturo III di Bretagna, detto il Connestabile di Richemont, conte di Richmond, poi duca di Bretagna, 1425-1458
- Nel 1445, il re Enrico VI d'Inghilterra, in quanto re di Francia, creò connestabile John Talbot, conte di Shrewsbury.

### Sotto Luigi XI, dal 1461 al 1483
- Luigi di Lussemburgo (1418-1475), conte di Saint-Pol, 1465-1475

### Sotto Carlo VIII, dal 1483 al 1498
- Giovanni II, duca di Borbone, 1483-1488

## I Valois-Angoulême

### Sotto Francesco I, dal 1515 al 1547
- Carlo III di Borbone, 1515-1523
- Anne, duca di Montmorency, gran maestro di Francia  1538-1567

## I Borboni

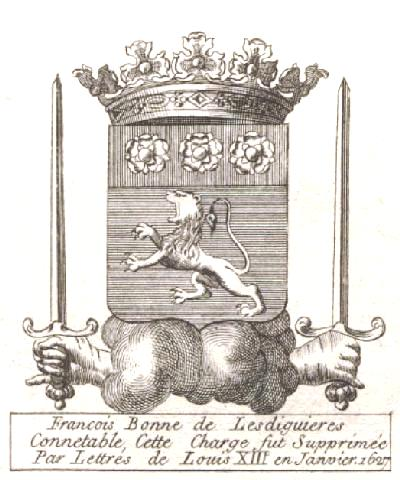
Arma di François de Bonne de Lesdiguières, ultimo connestabile di Francia.

### Sotto Enrico IV, dal 1589 al 1610
- Enrico I di Montmorency, signore di Damville, poi duca di Montmorency, 1593-1614

### Sotto Luigi XIII, dal 1610 al 1643
- Claude de La Châtre, maresciallo di Francia dal 1594, nominato connestabile l'anno della sua morte (1614)
- Carlo d'Albert, duca di Luynes, grand falconiere di Francia, nominato connestabile per reprimere l'insurrezione protestante nel 1621
- François de Bonne, duca di Lesdiguières, ultimo connestabile di Francia, 1622-1626